# Demófilo

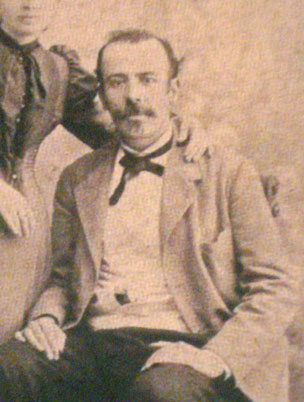
Demófilo mit seiner Ehefrau Ana Ruiz

Antonio Machado Álvarez (* 6. April 1846 in Santiago de Compostela; † 4. Februar 1893 in Sevilla), auch Antonio Machado y Álvarez, bekannter unter seinem Pseudonym Demófilo, war ein spanischer Schriftsteller, Anthropologe und Volkskundler.

## Leben
Demófilos Eltern waren Cipriana Álvarez Durán aus Sevilla und Antonio Machado y Núñez aus Cádiz. Sein Vater war ordentlicher Professor für Naturwissenschaften an der Universidad de Sevilla. Dort studierte auch Demófilo Philosophie und Rechtswissenschaft. Sein Lehrer Federico de Castro brachte ihm die Ideen der Evolutionstheorie und des Krausismo nahe. Später wandte er sich der utilitaristischen Sozialphilosophie von Herbert Spencer zu.
Nach dem Studium war er Interims-Lehrstuhlinhaber für Metaphysik an der Universität Sevilla und gleichzeitig Richter am örtlichen Gericht. Er gründete eine Anwaltskanzlei, wurde Professor für Volkskunde an der Institución Libre de Enseñanza in Madrid. In der Zeitschrift Revista Mensual de Filosofía, Literatura y Ciencias veröffentlichte er von 1869 bis 1874 seine ersten Arbeiten über volkstümliche Literatur.
1871 wurde er Gründungsmitglied der Sociedad Antropológica Sevillana, gemeinsam mit seinem Vater, dem Gründer dieser Gesellschaft. 1872 veröffentlichte er gemeinsam mit Federico de Castro Cuentos, leyendas y costumbres populares. 1877 eröffnete er in der Zeitschrift La Enciclopedia eine ständige Rubrik über volkstümliche Literatur.
1878 wurde in London die erste Gesellschaft für Volkskunde gegründet. Für Demófilo war dies ein Ansporn, eine ähnliche Gesellschaft in Spanien zu gründen. Als 1879 der Romanist Hugo Schuchardt nach Spanien reiste, freundete Demófilo sich mit ihm an und korrespondierte fortan mit ihm über spanische Volkskunde. 1881 publizierte er sein Konzept Bases de la organización de El Folclore Español für die „Gesellschaft zur Sammlung und zum Studium volkstümlichen Wissens und volkstümlicher Traditionen“. Dementsprechend wurde die Gesellschaft El Folclore Andaluz gegründet. Es folgten in ganz Spanien Gründungen regionaler Gesellschaften zur Erforschung der regionalen sprachlichen, geografischen und kulturellen Besonderheiten. Im März 1882 wurde eine gleichnamige Monatszeitschrift gegründet, die sich im Februar 1883 in El Folclore Bético-extremeño umbenannte. Die Hefte wurden in moderner Zeit mehrmals als Faksimile nachgedruckt.
Demófilo übersetzte einige grundlegende Werke zur Volkskunde, oder wie er selbst schrieb, Folk-Lore, aus dem Englischen ins Spanische, darunter das Standardwerk von Edward Tylor und das Werk zur Geschichte der Volksmedizin von William George Black. Aus dem Französischen übersetzte er Reinhart Dozys Buch zur mittelalterlichen Literaturgeschichte Spaniens.
Seine Theorie unterschied sich sehr stark von der damals populären Theorie des Volksgeistes und rassistisch-folkloristischen Betrachtungsweisen. Demófilo bedeutet, in Anlehnung an das Griechische, Volksfreund. Demófilo lag daran, die Perspektive des Volkes zu vermitteln. Seine eigene Definition seines Fachs lautete:

„Esta es, para mí, la ciencia que tiene por objeto el estudio de la humanidad indiferenciada o anónima, a partir desde una edad que puede considerarse infantil hasta nuestros días.“

„Für mich ist es die Wissenschaft von der nicht differenzierten oder anonymen Menschheit, beginnend mit einem Zeitalter, das man als ihre Kindheit betrachten könnte, bis zu unserer Zeit.“

Scharf wandte er sich dagegen, dass der Beitrag des Volkes zur Geschichte Spaniens unter den Teppich gekehrt werde, als „habe nie ein Volk existiert“, oder als habe dessen Beitrag darin bestanden, dass jeweils „ein halbes Dutzend Unglückselige begeistert ihre Hüte schwenkten, wenn der Bischof oder der Magnat eine Rede hielt.“
In Madrid gab er 1883–1888 elf Bände zur Volkskunde heraus, die Biblioteca de Tradiciones Populares. Freunde wie Luis Romero y Espinosa begeisterten sich für seine Theorie und wurden selbst Volkskundler. Er unterstützte Alejandro Guichot intellektuell, organisatorisch und finanziell bei der Herausgabe seiner Werke; unter anderem arbeitete er mit Luis Montoto und Francisco Rodríguez Marín zusammen. Er veröffentlichte eine Sammlung von Rätseln und Rätselgeschichten, vertiefte sich in das Studium des Flamenco und versuchte als Erster, sich dieser Kunstform aus einem auch wissenschaftlich motiviertem Interesse zu nähern. Seine Colección de cantes flamencos war die erste Anthologie dieses Genres, und erschien 1881 in Sevilla.
Geplagt von Geldsorgen, nahm er 1892 eine Stelle als Anwalt in San Juan de Puerto Rico an, zu der ihm Freunde verholfen hatten. Kurz nachdem er auf der Insel Puerto Rico angekommen war, wurde er krank. Sein Schwager finanzierte seine Rückreise nach Sevilla. Dort starb er am 4. Februar 1893.
Aus seiner Ehe mit Ana Ruiz Hernández gingen fünf Kinder hervor, darunter die Dichter Manuel Machado und Antonio Machado.

## Publikationen
- Obras Completas. Enrique Baltanás, Sevilla, Biblioteca de Autores Sevillanos, 2005, 3 Bände
- Biblioteca de las Tradiciones Populares Españolas. Francisco Álvarez y Cª, Sevilla 1883–1886 (Madrid: Est. Tip. de Ricardo Fé) 1882 a 1888, 11 Bände
- El folclore del niño. en España. 1885–1886, Bände CV–CVI.
- Colección de cantes flamencos, recogidos y anotados por Demófilo. 1881; zahlreiche Nachdrucke (etwa Sevilla 1999). Digitale Kopie: Biblioteca Digital de Castilla y León , Junta de Castilla y León. Consejería de Cultura y Turismo, 2012–2013.
- Colección de enigmas y adivinanzas. 1880.
- Batallas del libre pensamiento. 1885.
- Gemeinsam mit Federico de Castro: Cuentos, leyendas y costumbres populares. 1872.
- Adivinanzas francesas y españolas. Imp. de El Mercantil Sevillano, Sevilla 1881.
- Cantes flamencos y cantares. 1888; Neuausgabe Madrid 1998.